# World Combat Games
World Combat Games (Jocurile Mondiale ale Sporturilor de Combat) sunt o competiție multi-sportivă internațională organizată de SportAccord, un organism sportiv internațional care reunește federații sportive olimpice și neolimpice.

## Lista edițiilor
Ediția a treia a fost atribuită la orașul Lima în Peru în martie 2015. Totuși, Comitetul Olimpic Peruvian și-a anunțat retragerea în luni mai, după ce federațiile de haltere, lupte, box și taekwondo au renunțat la participarea din cauza controversei stârnită de o declarație extrem de critic lui Marius Vizer, președintele SportAccord,  la adresa Comitetului Olimpic Internațional.
| An   | Ediție | Oraș-gazdă              |
| ---- | ------ | ----------------------- |
| 2010 | I      | Beijing, China          |
| 2013 | II     | Sankt Petersburg, Rusia |
| 2017 | III    | Lima, Peru              |

## Legături externe
- en  www.worldcombatgames.com Arhivat în 2 mai 2013, la Wayback Machine., site-ul oficial